# Élément-trace métallique
Pour les articles homonymes, voir ETM.

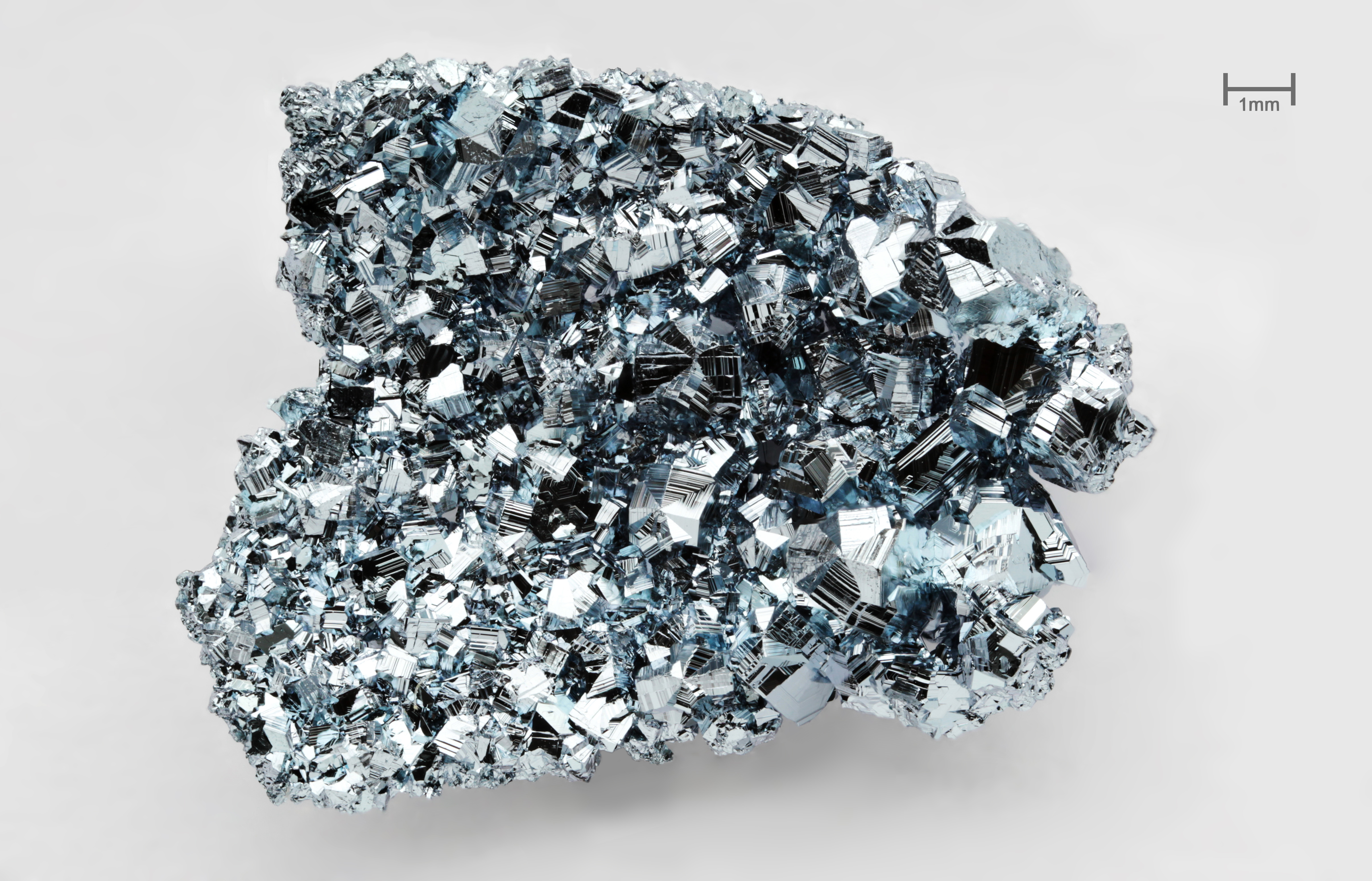
Cristal d'osmium, aux multiples petites facettes argentées. Ce métal est plus dense que le plomb. Certains de ses oxydes (tétraoxyde d'osmium) sont très hautement toxiques. Il peut être trouvé comme contaminant des métaux du groupe du platine utilisés dans les pots catalytiques.

La notion d’éléments-traces métalliques, ou ETM tend à remplacer celle de métaux lourds mal définie car englobant des métaux toxiques réellement lourds à d'autres (métalloïdes) l'étant moins. Tous les ETM sont toxiques ou toxiques au-delà d'un certain seuil et certains sont radioactifs (radionucléides). Leurs concentrations environnementales (eau, air, sol, organismes) résultent d'apports anthropiques (industrie, transports…) et naturels (volcanisme et altération des minéraux primaires) ; massivement émis dans l'environnement par les activités humaines, ils y sont redistribués dans les profils du sol et des sédiments via la pédogenèse et la bioturbation, et dans les écosystèmes via les phénomènes de bioassimilation et bioconcentration. Les concentrations supposées naturelles théoriques en ETM sont dites « fond géochimique », au delà on parle de pollution (environ 235 millions d’hectares de terres arables sont dans le monde polluées par des ETM, dont certains issus des engrais (cadmium) et d'anciens pesticides (plomb, arsenic...).
Selon les éléments et le contexte (acidité du milieu, synergies entre ETM ou entre ETM et d'autres polluants, spéciation chimique, etc.), ils sont plus ou moins bioassimilables et peuvent être bioconcentrés par la chaine alimentaire. C'est pourquoi certains font l'objet d'un suivi (réglementaire ou volontaire) dans l'eau, l'air (associés aux aérosols ou poussières), les sols, l'alimentation, les boues d'épuration, etc. En outre, de nouveaux problèmes sont posés par les nanoparticules métalliques en raison de leurs propriétés nouvelles (et alors que certaines sont depuis peu déjà largement utilisées ; le nanoargent par exemple).
Certains métaux sont indispensables à faibles doses (oligoéléments) et d'autres hautement toxiques ; il a donc été récemment (2010) proposé de compléter les bilans sanguins et bilans de santé classiques par un profil métallique.

## Dans les cycles biogéologiques
L'abondance moyenne globale normalisée de l'élément dans la roche de la croûte est dite « valeur de Clarke » (Clarke value pour les anglophones) et représente, pour un métal donné dans le sol, dans le sédiment ou dans un matériau géologique, sa teneur moyenne dans le monde dans ce substrat.
On se réfère parfois à cette valeur moyenne, via le facteur d'enrichissement (EF) pour un élément chimique donné dans un compartiment de l'environnement pour estimer qu'un taux de tel ou tel élément est anormalement élevé dans ce compartiment, ce qui peut être un indice de pollution.

## Problèmes de définition
La notion de « métal lourd » est un concept factuel, industriel, avant tout empirique, sans définition scientifique précise, ni technique unanimement reconnue.
À titre d’exemple, un rapport d’information au Sénat français Les effets des métaux lourds sur l’environnement et la santé, indiquait : « L’appellation métaux lourds est cependant une appellation courante qui n'a ni fondement scientifique ni application juridique. »
- Certains auteurs définissent les métaux lourds comme les éléments métalliques ayant une masse volumique supérieure à une certaine valeur (cette valeur minimale variant entre 4 000 kg/m3 et 5 000 kg/m3 selon les auteurs).
- D'autres définissent comme métaux lourds les éléments métalliques compris entre le cuivre et le plomb dans le tableau périodique des éléments (excluant donc le fer, le chrome).
- Pour d’autres il s’agit de tous les éléments métalliques à partir de la quatrième période du tableau périodique des éléments.
- Par confusion, compte tenu du caractère potentiellement toxique de composés de certains des métaux lourds (mercure, plomb, cadmium en particulier) et parce qu'ils leur sont géologiquement souvent associés, on inclut parfois dans la catégorie des métaux lourds certains éléments toxiques comme l’arsenic (métalloïde), et certains composés organométalliques (ex. : méthylmercure). 
Certains préfèrent alors parler d’« éléments-traces », bien que le mot « trace » soit également connoté et sans définition scientifique, voire trompeur dans les contextes de forte contamination et pollution (dans divers cas étudiés en France, par exemple près de l'ancienne fonderie Métaleurop-Nord la teneur du sol ou de sédiments en métaux toxique tels que le plomb peut largement dépasser 10 % (en poids), sur un site de démantèlement d'armes chimiques de l'est de la France récemment redécouvert, le sol contient encore en 2007 jusqu'à 150 000 mg/kg[6] d'arsenic selon Tobias Bausinger et Johannes Preuß, scientifiques de l'université Gutenberg de Mayence qui ont étudié[7] ce site (ainsi que d'autres séquelles de guerre similaires en Allemagne ou Belgique), ce qui ne permet plus de parler de traces (ng à µg/kg).

### Définitions européennes
L'Europe a tranché en proposant en 2000 une définition qui vaut pour le droit européen et celui des États membres, notamment dans le domaine des déchets : « métal lourd » désigne « tout composé d'antimoine, d'arsenic, de cadmium, de chrome hexavalent, de cuivre, de plomb, de mercure, de nickel, de sélénium, de tellure, de thallium et d'étain ainsi que ces matériaux sous forme métallique, pour autant qu'ils soient classés comme substances dangereuses », et de manière plus générale, une « substance dangereuse » est « une substance qui a été ou sera classée comme dangereuse par la directive 67/548/CEE ou par ses modifications ultérieures ».

## Utilisations
Tous les éléments-traces métalliques sont présents naturellement dans le sol, le plus souvent à l’état de traces. Mais certaines activités humaine ou la proximité d'un gisement géologique peuvent y renforcer leur teneur.
Nombre d'ETM jouent un rôle important dans l'industrie et la vie quotidienne :
- le fer (Fe) et ses alliages, aciers, aciers inoxydables ;
- le plomb (Pb) pour les batteries (en particulier pour les automobiles), les tuyauteries, les soudures, les peintures anti-corrosion (minium) et les munitions. Les grenailles de plomb des munitions de chasse et de ball-trap, perdues dans l'environnement, représentaient environ 8 000 tonnes de plomb par an rien que pour la France vers l'an 2000 ; ces munitions toxiques sont source de saturnisme aviaire et humain ;
- le mercure (Hg) pour de très nombreux usages dont les amalgames dentaires et les piles électriques ;
- le chrome (Cr), comme pigment rouge, pour le chromage de pièces et pour les aciers inoxydables ;
- le cuivre (Cu), dans le domaine de l'électricité, de l'électronique ainsi que comme fongicide (sulfate de cuivre, notamment utilisé lors du traitement des vignes) ;
- le cadmium (Cd) était utilisé entre autres pour les accumulateurs électriques (« piles » rechargeables) Ni-Cd ainsi qu'en tant que cadmiage anti corrosion dans aéronautique ;
- l'argent (Ag) pour la bijouterie et l'argenterie, la photographie argentique, les miroirs, de nombreux usages industriels (en particulier électriques et électroniques), les monnaies et médailles ;
- l'or (Au) pour la bijouterie, les objets précieux, les contacts électroniques et électriques, en dentisterie ;
- le zinc (Zn) pour la galvanisation de l'acier, et pour des pièces moulées utilisées dans l'automobile ;
- le titane (Ti) pour les peintures blanches et les objets en plastique blanc, pour la construction de réacteurs chimiques, ou pour la confection de prothèses (prothèse de hanche par exemple) ;
- le nickel (Ni) pour les aciers inoxydables.

La combustion de combustibles fossiles solides ou liquides (charbon, produits d'origine pétrolière) est également susceptible de rejeter des métaux dans les cendres, vapeurs et fumées.
De tous les combustibles, le bois-énergie est, en France métropolitaine, le principal émetteur de métaux lourds dans l'atmosphère (excepté le mercure et le nickel).

## Cinétique environnementale
La disponibilité et biodisponibilité d'un ETM introduit dans l'environnement dépend de nombreux facteurs, et dans un premier temps des processus suivants :
- solubilisation de cet ETM dans l'eau[9] (risque fortement lié au pH de l'eau et du milieu, à la dureté de l'eau, à la température et à la pression (deux paramètres importants en contexte géologique profond) ;
- adsorption à la surface des particules (plus ou moins adsorbantes telles que des argiles ou complexes argilohumiques) du sol ;
- incorporation à l’intérieur de phases solides
- dans certains contextes, une migration des anions ou cations toxiques peut être induite ou favorisée par un courant électrique ou un champ électrique souterrain ou dans l'eau ou le sédiment[10]

… et dans un second temps, d'autres facteurs de disponibilité sont :
- les processus (passifs ou actifs) d'assimilation et de bioassimilation ;
- d'éventuels phénomènes de bioconcentration/biomagnification dans la chaine alimentaire.

Les ETM posant le plus de problèmes directs et immédiats pour l'environnement et la santé sont ceux qui sont les plus toxiques et qui sont émis sous forme d'ions ou de nanoparticules, ou associés aux aérosols de petite taille.
Quand ils sont présents dans l'air (pollution routière, industrielle, combustion, etc.), ils sont principalement évacués du compartiment atmosphérique par dépôt humide. Ils se retrouvent alors dans les sols, les sédiments et l'eau interstitielle puis dans les organismes et les écosystèmes, auxquels ils peuvent poser problème. Certains invertébrés (vers par exemple) peuvent les fixer grâce à des molécules chélatrices (métalloprotéines en général) et en excréter une partie via leur mucus ou excréments ; ils peuvent alors les remonter en surface du sol ou des sédiments ; ces métaux ou métalloïdes sont alors à nouveau biodisponibles pour les bactéries, les plantes ou d'autres espèces qui peuvent à nouveau les bioaccumuler.

## Impacts écotoxicologiques
Comme les organochlorés auxquels ils peuvent ajouter leurs effets négatifs, les ETM massivement rejetés par l'Homme dans l'eau, l'air, et sols sont d’importants contaminants des écosystèmes, du réseau trophique. À la différence de la plupart des autres polluants, ils ne sont pas biodégradables ni dégradables.
On les retrouve en particulier très concentrés par les animaux situés en tête de chaine alimentaire (oiseaux marins prédateurs et cétacés superprédateurs notamment)[réf. à confirmer] et de là parfois de la chaîne alimentaire humaine.

### Impacts sur les végétaux
Les éléments-traces métalliques peuvent être également bioaccumulés dans les tissus des plantes et induire des perturbations au niveau de leur métabolisme. À la suite du phénomène de bioconcentration, les ETM peuvent, en effet, se retrouver dans les végétaux à des concentrations supérieures aux concentrations présentes dans le milieu. À noter qu’une accumulation d’ETM dans une plante ne se traduira pas nécessairement pas une altération de la santé de la plante ou par l’apparition de symptômes visibles de contamination. L’effet toxique de ces éléments varie avant tout selon le type de métal présent, sa concentration dans la plante, le temps d’exposition et selon l’espèce végétale affectée,.
Les éléments-traces métalliques peuvent induire des effets négatifs sur la santé générale des espèces végétales en interférant avec plusieurs mécanismes : absorption des nutriments du sol, photosynthèse, germination, division cellulaire, croissance.
Les ETM présents dans le sol sous forme de cations (ex. : Cd+2, Cr+6, Cu+2, Ni+2) peuvent entrer en compétition avec d’autres cations du sol qui servent normalement de nutriments essentiels pour la plante (ex. : Ca2+, K+, Mg2+). L’absorption des ETM par le complexe racinaire de l’individu entraîne ainsi l’inhibition ou la stimulation de l’absorption des cations du sol, ce qui modifie le métabolisme de la plante. Par exemple, l’absorption de Cadmium pourrait engendrer une moins grande assimilation de Potassium (à la suite de l'effet de compétition) et provoquer une carence de ce nutriment.

Les éléments-traces métalliques peuvent perturber l'activité de l'enzyme Rubisco dans le cycle de Calvin, ce qui entraîne une diminution de l'efficacité de la photosynthèse chez la plante.

Ces métaux provoquent également la diminution de la concentration en chlorophylle dans la plante, une baisse de photosynthèse à la suite d'une altération du transport des électrons et d'une perturbation des enzymes du cycle de Calvin (ex. : perturbation de la Rubisco, une enzyme fixant le CO2 atmosphérique nécessaire à la photosynthèse). La diminution de la teneur en chlorophylle s’explique par le fait que les ETM ont pour effet de dégrader la membrane des thylakoïdes.
Au niveau de la germination, les éléments-traces métalliques induisent une diminution du taux de germination des semences végétales. En effet, il a été démontré que le Nickel, par exemple, affectait l’activité de plusieurs enzymes (amylase, protéase et ribonucléase), ce qui retardait la germination et la croissance chez les différentes plantes étudiées. Le cadmium, pour sa part, affecte les racines des plantes dès 1 mg/kg de Cd dans le sol, avec des symptômes de toxicité visibles à partir de 5 ppm ; il cause des dommages aux membranes des graines en plus de diminuer les réserves de nutriment de l’embryon végétal contenues dans les cotylédons.
Ces ETM entraînent aussi des perturbations dans la division cellulaire des végétaux. Ainsi, le cadmium, le mercure et le plomb (entre autres) peuvent endommager le nucléole des cellules et inhiber les activités enzymatiques DNase et RNase, causant in fine une interruption de la synthèse de l’ADN.
La plante, en fonction du niveau de stress induit par les ETM, peut voir sa croissance réduite et présenter des signes de maladies (taches) à la surface des feuilles. Ces signes de chloroses résultent d’une perte de chlorophylle et d’une carence en fer . Des nécroses sont également observables lors d’intoxication plus graves.

### Tolérances des végétaux
Certaines plantes (ou souches) ont développé, au fil de l’évolution, des mécanismes de résistance aux ETM,. Une première stratégie végétale consiste à simplement retarder l’absorption des métaux et ainsi diminuer au maximum la concentration en élément toxique dans l’organisme. D’autres plantes séquestrent les métaux dans leurs vacuoles foliaires tandis que d’autres les accumulent dans des trichomes (excroissance végétale) présents au niveau de l’épiderme,. Dans les deux cas, les végétaux évitent ainsi que les éléments toxiques entrent en contact avec le mésophylle (partie intérieure de la feuille) et viennent agir sur le métabolisme,. Une autre stratégie consiste à précipiter les ETM ou à former un complexe entre un ligand et le cation métallique (chélation), ce qui permet de détoxifier la plante,.

### Stratégies de dépollution des environnements contaminés aux ETM

#### Traitements physico-chimiques
- Excavation et stockage des sols : récupération du sol contaminé et stockage en attendant de le décontaminer. Cette technique permet de déplacer la pollution vers un autre site, pour limiter la contamination des milieux environnants.
- Traitement thermique : les sols pollués sont chauffés entre 400 °C et 600 °C pour volatiliser une partie des métaux[23]. Lors du refroidissement, les ETM retournent à l'état solide et sont alors récupérables sous forme de sables.
- Électro-réhabilitation (ou remédiation électrocinétique) : lors de l’application d’un courant électrique continu (horizontal ou vertical) dans un sol contaminé à travers deux électrodes, les ions positifs (comme les ETM) sont naturellement attirés vers la cathode et les ions négatifs vers l’anode[24].

#### Traitement chimique par lavage
L'extraction par lessivage (puis traitement des eaux) consiste en une inondation du sol par de l'eau ou des agents chimiques, puis, en une récupération de l'eau, suivie généralement d'un traitement. Les polluants peuvent également être récupérés dans les mousses formées à la suite d'une aération et d'agents chimiques adéquats.

#### Traitement biologique

##### Remédiation par les plantes
La remédiation par les plantes (Phytoremediation) est l'utilisation de plante pour le chélate des métaux. On trouve déjà plusieurs utilisations de plantes comme bio-remédiateurs.

###### Remédiation par les algues
La remédiation par les algues, ou phycoremédiation, est l'utilisation des algues pour dépolluer un milieu. Les algues constituent un champ intéressant ; notamment pour leur tolérance connue aux ETM et polluants organiques persistants, leur croissance rapide, leur rapport surface/volume important (permettant ainsi une plus grande surface absorbante), les phytochélatines (protéines qui chélatent les métaux et les empêchent d'être toxiques), et leurs potentiels pour la manipulation génétique.

###### Résistance des algues
De nombreuses études démontrent que les algues constituent d’efficaces bioindicateurs. Par exemple, la concentration en cadmium, plomb, zinc dans le tissu algal des Enteromorpha et Cladophora augmente proportionnellement avec la concentration de métaux dans l’eau. Chlorophyta et Cyanophyta ont des facteurs de bioconcentration et de bioaccumulation élevés par rapport aux autres espèces. Phacophyta (algue brune) a une forte affinité avec les métaux lourds grâce aux polysaccharides sulfates et alginates,,.
Le tableau ci-dessous représente plusieurs espèces d'algues et les métaux auxquelles elles sont résistantes.
| Espèce                    | Métal accumulé               |
| ------------------------- | ---------------------------- |
| Ascophyllum nodosum       | (Au), (Co), (Ni), (Pb)       |
| Caulerpa racemosa         | (B)                          |
| Cladophora glomerata      | (Zn), (Cu)                   |
| Fucus vesiculosus         | (Ni),(Zn)                    |
| Laminaria japonica        | (Zn)                         |
| Micrasterias denticulata  | (Cd)                         |
| Oscillatoria sp.          | (Cd), (Ni), (Zn)             |
| Phormedium bohner         | (Cr)                         |
| Phormedium ambiguum       | (Hg), (Cd), (Pb)             |
| Phormedium corium         | (Cd), (Ni), (Zn)             |
| Platymonas subcordiformis | (Sr)                         |
| Sargassum filipendula     | (Cu)                         |
| Sargassum fluitans        | (Cu), (Fe), (Zn), (Ni)       |
| Sargassum natans          | (Pb)                         |
| Sargassum vulgare         | (Pb)                         |
| Scenedesmus sp.           | (Cd), (Zn)                   |
| Spirogyra hyalina         | (Cd), (Hg), (Pb), (As), (Co) |
| Spirogyra halliensis      | (Co)                         |
| Tetraselmis chuil         | (As)                         |

###### Ingénierie génétique appliquée à la phycorémédiation
Des études montrent l'efficacité de stockage d'ETM dans les tissus des végétaux sont supérieurs avec des organismes sur-exprimant les protéines chélatant les métaux lourds (phytochélatines, nicotianamine et metallothionine notamment).
| Métal                              | Mécanisme de détoxification par l'algue                                                  |
| ---------------------------------- | ---------------------------------------------------------------------------------------- |
| (Cd), (Cu), (Ag), (Hg), (Zn), (Pb) | Metallothionines (MT), Phytochélatines (PC)                                              |
| Ni                                 | Histidine                                                                                |
| (Pb), (Cu), (Cd), (Zn), (Ca)       | Composés des parois cellulaires (Alginates, acide guluronique, polysaccharides sulfatés) |

###### Projets de dépollution ETM par les algues
Plusieurs projets de dépollution des ETM par les algues ont été mis en place.
- Institut biologie écologie et biotechnologie pour dépolluer le Japon à la suite de Fukushima[30].
- Phycore : algae power (collaboration entre CORE BIOTECH, Colombia et Phycospectrum)[31].
- Vivekananda Institute of Algal Technology : traitement des effluents des fermes et industries[31].
- Stahl India Chemicals : utilise Chlorella vulgaris pour traiter les effluents contenant des métaux lourds[31].

## Teneur, fonctions et effets biologiques
| Élément   | Milligrammes | Milligrammes |
| --------- | ------------ | ------------ |
| Fer       | 4 000        | 4000         |
| Zinc      | 2 500        | 2500         |
| Plomb     | 120          | 120          |
| Cuivre    | 70           | 70           |
| Étain     | 30           | 30           |
| Vanadium  | 20           | 20           |
| Cadmium   | 20           | 20           |
| Nickel    | 15           | 15           |
| Sélénium  | 14           | 14           |
| Manganèse | 12           | 12           |
| Autres    | 200          | 200          |
| Total     | 7 000        |              |

Certains ETM (principalement classés dans la période 4) sont nécessaires - à l'état de traces - pour certains processus biologiques vitaux : le fer est ainsi un composant essentiel de l’hémoglobine ; le fer et le cuivre sont respectivement nécessaires au transport de l'oxygène et des électrons, alors que le zinc participe à l'hydroxylation et à la spermatogenèse ; le sélénium est aussi un oligo-éléments indispensables. A très faible dose, le cobalt (via la vitamine B12 participe à la synthèse de certains complexes et au métabolisme cellulaire. Le vanadium et le manganèse sont des cofacteurs de la régulation enzymatique ; une infime dose de chrome est nécessaire à l'utilisation du glucose ; le nickel participe à la croissance cellulaire) ; l'arsenic favorise à très faible dose la croissance métabolique chez certains animaux, et possiblement chez l'humain. Le sélénium est un antioxydant fonctionnel et se montre indispensable à la production de certaines hormones. 
Inversement, le mercure, le plomb, le cadmium ou l'aluminium n'ont aucune fonction biologique connue. Toxique pour la cellule quelle que soit leur dose, ce sont de purs contaminants de l'organisme. Par exemple, le plomb interfère négativement avec le métabolisme du calcium, affectant de nombreux organes (cerveau notamment).
La période 5 et la période 6 du tableau de Mendeleïev contiennent moins de métaux lourds oligoéléments. Ceci est cohérent avec l'hypothèse voulant que les métaux les plus lourds ont tendance à être moins abondants à la surface de la terre et donc ont moins de chances d'être essentiels pour le métabolisme.
Dans la période 5 on trouve le molybdène qui catalyse des réactions redox. Le cadmium (hautement toxique pour l'humain) semble néanmoins nécessaire à certaines diatomées] marines dans le même but ; L'étain est nécessaire à la croissance de plusieurs espèces.
Au sein de la période 6, le métabolisme de certaines archaea et bactéries a besoin du tungstène.
Une carence en métaux essentiels de l'une des périodes 4 à 6 peut exacerber la sensibilité à l'intoxication par des métaux lourds (saturnisme, hydrargyrisme, Maladie Itai-itai). Mais inversement, tout excès en ces métaux a des effets néfastes pour la santé.
En moyenne, un corps humain contemporain de 70 kg contient 0,01 % de métaux lourds, soit environ 7 g (moins que le poids de deux carrés de sucre). Il s'agit pour l'essentiel de fer (~4 g), de zinc (~2,5 g) et il est contaminé par du plomb (~0,12 g), contient 2 % de métaux légers (~1,4 kg) et près de 98 % de non-métaux (eau principalement) (Parmi les éléments communément reconnus comme des métalloïdes, B et Si ont été comptés comme les non-métaux ; Ge, As, Sb et Te en tant que métaux lourds).
Quelques ETM ou métaux lourds non essentiels, à faible dose, ont des effets biologiques chez certains organismes. Ainsi, le gallium, le germanium (métalloïde), l'indium et la plupart des lanthanides se montrent capables de stimuler le métabolisme, alors que le titane favoriserait la croissance des plantes.

## Impact toxicologique
De nombreux effets physiologiques délétères sont démontrés pour les ETM au-delà de certains seuils parfois très bas (dans le cas du plomb ou du méthylmercure par exemple), chez l'humain et dans le modèle animal, pour un grand nombre d'espèces (mammifères, oiseaux, reptiles, amphibiens, poissons, etc.).
L’impact toxicologique des ETM dépend beaucoup de leur forme chimique (nommé « espèce chimique »), de leur concentration, du contexte environnemental (ce pourquoi on cherche à cartographier les pollutions, et notamment dans les anciennes régions industrielles), de leur biodisponibilité et de la possibilité de passage dans la chaîne du vivant (le réseau trophique). Il existe aussi des facteurs génétiques faisant que l'organisme est plus ou moins capable d'excréter certains métaux toxiques (plomb par exemple). Enfin des effets synergiques aggravants peuvent exister entre différents ETM et entre ETM et d'autres polluants ou facteurs toxicologiques.
On distingue en particulier les trois métaux mercure, plomb, cadmium : ils n'ont aucun rôle positif connu pour l’activité biologique, et causent des intoxications ou de maladies chroniques graves, même à faibles doses : ainsi le plomb cause le saturnisme, particulièrement grave chez l’enfant ; le cadmium détruit les reins et dégrade le foie ; et le mercure est un puissant neurotoxique. L'aluminium pourrait présenter une neurotoxicité chez l'être humain, cependant les seuils d'exposition et l'étendue de ces effets font encore l'objet de recherches,.
D'autres cas particulier sont, sous forme métallique (ce n'est pas le cas sous forme ionique) sans effets connus sur l'organisme ; c qui les rend « bio-compatibles », et utilisables en chirurgie ou dentisterie, comme le titane et l’or.
D’autres métaux deviennent très toxiques sous certaines formes (chromeVI, cuivre oxydé (vert de gris)…).
L’utilisation de certains ETM est donc strictement réglementée, voire interdite dans certaines applications. Le rejet dans l’environnement en fin d’utilisation doit être évité, et ces métaux recyclés.
Concernant le mercure : les thermomètres au mercure ont été interdits à la vente dans l'Union européenne et progressivement dans le monde. Les piles au mercure sont interdites en Europe (directive 98/101/CE) depuis décembre 1998 pour des raisons environnementales et sanitaires.
. Les amalgames dentaires (dits « plombages ») et qui sont largement utilisés dans les pays francophones et anglo-saxons ont fait l'objet d'une polémique liés au mercure, mais aussi à l'argent et à l'étain qu'ils relarguent dans l'organisme ou dans l'environnemnet à l'occasion de crémations ou enterrements. La Suède, l'Allemagne, le Danemark, puis d'autres en ont limité l'utilisation et le Japon, la Russie et la Norvège les on interdits. En France et en Belgique, il a été considéré que les preuves de leur toxicité étaient insuffisantes pour en déduire une nocivité non compensée par les avantages du mercure.
L'étude ESTEBAN (2014-2016) a montré qu'en France métropolitaine, pour 27 métaux dosés dans l'urine et les cheveux, l’exposition au mercure dans les cheveux et au nickel urinaire est restée stable par rapport à l’étude ENNS précédente (2006–2007), alors que celle au plomb diminuait (diminution régulière depuis l'interdiction de l'essence plombée) et qu'au contraire celle à l'arsenic, au cadmium et au chrome augmentaient. Une donnée préoccupante est que (sauf pour le nickel et le cuivre) les français présentaient une contamination plus importante que les habitants du reste de l'Europe et de l'Amérique du Nord. De plus, les valeurs-guides sanitaires de l’Anses sont, en moyenne, dépassées pour l’arsenic, le mercure et plus encore pour le cadmium (près de 50 % des français concernés par une cadmiurie supérieure à la limite recommandée).
En 2021, 97 à 100 % des Français (adultes et enfants) sont contaminés aux ETM avec des taux supérieurs ou égaux à ceux relevés en 2006-2007. L'alimentation et le tabac sont les principales sources suspectées ou avérées de contamination,,. Santé publique France recommande de manger du poisson deux fois par semaine dont un poisson gras (pour leur vertus nutritionnelles), mais en diversifiant les espèces et les lieux de pêche (pour limiter les concentrations en polluants). La géophagie est notamment à risque.
Dans le champ de la santé, en complément du traditionnel bilan sanguin ou des analyses d'urine, il a été en 2010 proposé par des praticiens hospitaliers de considérer le « profil métallique » des individus.

### Seuils règlementaires
Les seuils règlementaires sont fixés à échelle européenne pour les aliments, l'eau et le sol.
Des seuils sont également fixés pour l'air ambiant, par des directives européennes,.

Pour les métaux les plus toxiques (toxiques quelle que soit leur dose), les seuils (de l'EPA, européens et nationaux) ne sont pas des seuils de sécurité sanitaire. Ainsi, le préambule de la directive 2004/107 (qui ne concerne en outre que la fraction métallique des particules PM10 et PM2,5) précise que 

« Les preuves scientifiques montrent que l'arsenic, le cadmium, le nickel et certains hydrocarbures aromatiques polycycliques sont des agents carcinogènes génotoxiques pour l'homme et qu'il n'existe pas de seuil identifiable au-dessous duquel ces substances ne présentent pas de risque pour la santé des personnes. Leurs effets sur la santé des personnes et l'environnement s'exercent à travers les concentrations dans l'air ambiant et à travers le dépôt. Eu égard au rapport coût-efficacité, il n'est pas possible d'atteindre dans certains secteurs spécifiques des concentrations d'arsenic, de cadmium, de nickel et d'hydrocarbures aromatiques polycycliques dans l'air ambiant qui ne représentent pas un risque significatif pour la santé des personnes (…) Les valeurs cibles ne devraient pas impliquer des mesures entraînant des coûts disproportionnés. En ce qui concerne les installations industrielles, elles ne devraient pas entraîner de mesures qui aillent au-delà de l'application des meilleures technologies disponibles (MTD) exigée par la directive 96/61/CE du Conseil du 24 septembre 1996 relative à la prévention et à la réduction intégrées de la pollution 
5) ni, en particulier, la fermeture d'installations. Cependant, elles devraient conduire les États membres à prendre toutes les mesures de réduction économiques dans les secteurs concernés.
6)En particulier, les valeurs cibles de la présente directive ne sont pas à considérer comme des normes de qualité environnementale, telles que définies à l'article 2, point 7, de la directive 96/61/CE et qui, conformément à l'article 10 de cette directive, requièrent des conditions plus strictes que celles pouvant être obtenues par l'utilisation des MTD. »

Cette directive européenne est transposée dans le droit français par le décret no 2010-1250 du 21 octobre 2010 relatif à la qualité de l'air.
Certains seuils (ex. : valeur seuil ou valeurs cibles qui sont la « concentration dans l'air ambiant fixée dans le but d'éviter, de prévenir ou de réduire les effets nocifs pour la santé des personnes et l'environnement dans son ensemble qu'il convient d'atteindre, si possible, dans un délai donné ») sont fixés en microgramme par m3 d'air, et d'autres en nanogrammes. Par exemple, dans l'UE, la valeur limite pour la protection de la santé humaine est (2005) :
- pour le Pb (Plomb particulaire) dans l'air : une moyenne annuelle : 0,5 µg.m-3 (idem en France) ;
- pour l'As (Arsenic) 2013 : 6 ng.m-3[57] ;
- pour le Cd (cadimium) en 2013 : 5 ng.m-3[57] ;
- pour le Ni (Nickel), en 2013 : 20 ng.m-3[57].

L'Union européenne n'a pas fixé de seuil pour le mercure dans l'air, mais pour combler le fossé entre la législation existante de l'Union européenne et la convention de Minamata sur le mercure, un nouveau règlement (17 mai 2017) vise à restreindre progressivement et fortement l'utilisation du mercure et de ses composés (dont dans les amalgames dentaires).

## Inégalités génétiques et selon l'âge

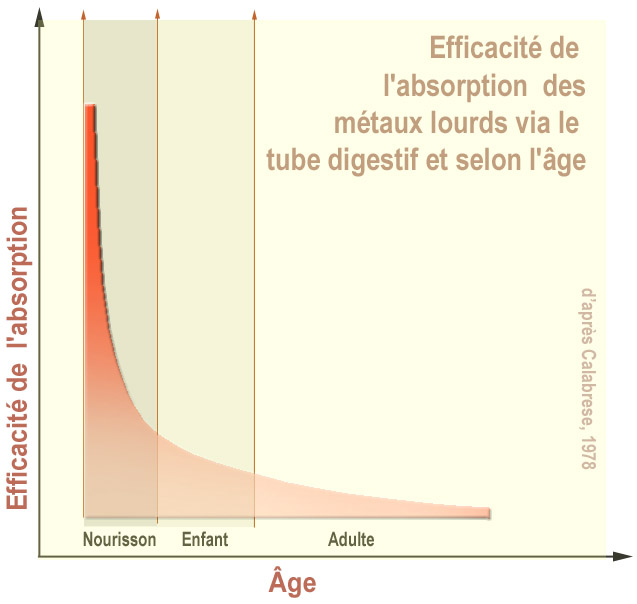
Les jeunes enfants absorbent comparativement beaucoup plus les métaux lourds et les ETM ingérés que les adultes.

- De manière générale, le fœtus et l'embryon, puis les nourrissons, puis les enfants sont beaucoup plus sensibles et plus exposés aux ETM que les adultes. Ils les absorbent beaucoup plus que les adultes, tant par ingestion, que par inhalation ou passage percutané[59].
- Une hypothèse de l'inégalité des personnes face aux intoxications par éléments-traces métalliques ou métaux lourds, à confirmer, serait que les individus y seraient naturellement plus ou moins vulnérables. Mais s'il semble que le mercure soit en cause dans de nombreux cas de maladie d'Alzheimer, ce n'est pas nécessairement parce que les prédispositions génétiques induisent directement la maladie, mais plutôt parce qu'elles la favorisent indirectement, par exemple chez ceux qui ne disposent pas des gènes permettant à l'organisme de détoxiquer au mieux le cerveau du mercure et du plomb qui ont pu le contaminer de manière chronique au cours de la vie, ou à l'occasion d'une exposition accidentelle à ces toxiques[60].

## Étiologie
Hormis des maladies telles que le saturnisme, la myofasciite à macrophages, l'hydrargyrie ou maladie Itai-itai directement induites par un seul métal, les pathologies induites par les métaux sont probablement le plus souvent multifactorielles, plusieurs métaux pouvant agir en synergie (positive ou négative) et pouvant aussi interagir avec d'autres toxiques ou substances naturellement chélatrices ou protectrices.
Des facteurs environnementaux semblent en cause dans un certain nombre de cas de maladies neurodégénératives. Certains métaux lourds toxiques et neurotoxiques, comptent parmi les premiers suspects.
Le mercure et le plomb, en particulier, pourraient agir en synergie pour inhiber ou tuer des cellules nerveuses. Certains pesticides sont également suspectés de pouvoir aussi agir en synergie avec des métaux.
Monnet-Tschudi et son équipe ont en 2006 publié une longue liste de preuves de responsabilité des métaux lourds, en tant qu'initiateurs de maladies neurodégénératives ou en tant que les aggravant.

## Évaluation environnementale, et lutte contre la pollution par les ETM
La Convention sur la pollution atmosphérique transfrontière à longue distance (LRTAP, pour Long-Range Transboundary Air Pollution) est l'un des premiers cadres pour une lutte plus cohérente contre la pollution par les ETM à échelle internationale.
Elle a produit plusieurs protocoles spécifiques visant à réduire les émissions de différents polluants, l'un de ces protocoles étant consacré à quelques métaux lourds prioritaires.
En particulier, sous l'égide de la Commission Économique pour l'Europe des Nations Unies (CEE-NU ou UNECE pour les anglophones), le Protocole sur les métaux lourds (ou  Protocole d’Aarhus, adopté en 1998) a ciblé 3 métaux prioritaires hautement toxiques qui étaient massivement émis dans l'air, l'eau et les sols : cadmium, plomb et mercure. Il impose aux Parties de réduire leurs émissions de ces trois métaux en dessous de leurs niveaux de 1990. Trois secteurs sont concernés : l'industrie (sidérurgique, des non ferreux, du recyclage des métaux etc.), les installations de combustion (production de chaleur, d'électricité, incinération...) et le transport routier. Le protocole contient des limites pour les sources fixes (et identifie les meilleures techniques disponibles à l'époque pour les traiter). Il cible aussi certaines émissions spécifiques (batteries ; appareils de mesure [thermomètres, manomètres, baromètres au mercure], lampes  fluorescentes, amalgames dentaires, pesticides  et peintures, etc.). En 2012, un amendemnt au Protocole y a ajouté des prescriptions.
D’autres Conventions internationales suivront, dont une convention sur le mercure dans l'eau ; la Convention d’Helsinki de 1992 sur la protection de la mer Baltique ; la Convention OSPAR pour la protection du milieu marin de l’Atlantique du Nord en 1992... La convention sur la pollution atmosphérique transfrontière à longue distance, signée à Genève le 13 novembre 1979, et ses protocoles, prennent aussi en compte la pollution transfrontalière par les métaux lourds.
Les sources ciblées par le protocole ont considérablement réduit leurs émissions depuis, mais ce métaux continuent à être dispersés de manière diffuse, par exemple via l'usure des pneus, les engrais contenant du cadmium, les munitions (balles de chasse et de guerre et grenaille de plomb de cartouches de chasse) contenant du plomb et de l'arsenic, et les micro- et nanoplastiques (MP) (pour lesquels une revue d'étude récente (2024) a montré que dans des sols acides, ils relarguent des métaux, qui, généralement sous forme de cations métalliques sont ensuite retrouvés dans les végétaux ; de plus « la cooccurrence des MP et des ETM (sauf pour l'arsenic) a induit une toxicité synergique (effet cocktail) pour la croissance des plantes », via notamment une augmentation des taux de Cd, Pb et Cu biodisponibles dans le sol, en lien avec une acidification du sol induite par les microplastiques).
Dans de nombreux pays (européens notamment), la présence d'ETM (plomb, mercure et cadmium notamment) dans l'eau, l'air, les sols agricoles et dans certains aliments, matières (peintures par exemple) et objets (jouets pour enfants par exemple) fait l'objet d'analyses régulières, avec en Europe des inventaires d’émissions nationaux obligatoires et publics, réalisés pour satisfaire les exigences de rapportage de plusieurs directives et règlements européens.
En France, les sols agricoles qui peuvent être pollués par différentes sources d'ETM (dépôts humides ou secs provenant de la pollution de l'air, engrais, épandages de lisiers, des fumiers ou de composts contaminés, plomb de chasse, séquelles de guerre, etc.) sont suivis par un observatoire de la qualité des sols et un Réseau de mesure de la Qualité des sols (RMQS) sur la base d'échantillonnages réguliers faits un réseau de sites expérimentaux et de placettes supposées représentatives. La circulation verticale des ETM est un élément important de leur connaissance. Elle a par exemple été étudiée en Midi-Pyrénées et dans un bassin versant expérimental (Auradé, Gers), confirmant des différences de comportement selon l'élément et le type de sol en lien avec l'hydrologie et certains processus pédogénétiques. Dans ces régions le fond géochimique est localement enrichi en ETM anormaux (d'origine anthropique a priori). 2 à 5 % des sites sont ainsi enrichis en cadmium (présent dans certains engrais) et 5 à 8 % en cuivre (présent dans certains pesticides, lisiers et boues d'épuration épandues). Là des organismes comme les collemboles les bioaccumulent (pour la part labiles des ETM et principalement dans les sols à pH faibles, c'est-à-dire acides). Dans ces territoires la charge critique (dose au-delà de laquelle des effets néfastes irrémédiables sont attendus (charge critique) dépendait fortement du type d’agriculture, mais l'étude a conclu que le « flux critique » était dépassé par le flux actuel pour 34 % des sites RMQS pour le cadmium et pour 80 % des sites concernant le plomb.